# سامتشوك
سامتشوك  هي مدينة في كوريا الجنوبية، تتبع مقاطعة غانغوون، بلغ عدد سكانها 69,509  نسمة في 2015، تبلغ مساحتها 1,185.78 كيلومتر مربع.

## توأمة
لسامتشوك اتفاقيات توأمة مع كل من:
- أكابيرا
- ناحية سيونغبك [الإنجليزية]‏